# Gąska czarnołuskowa

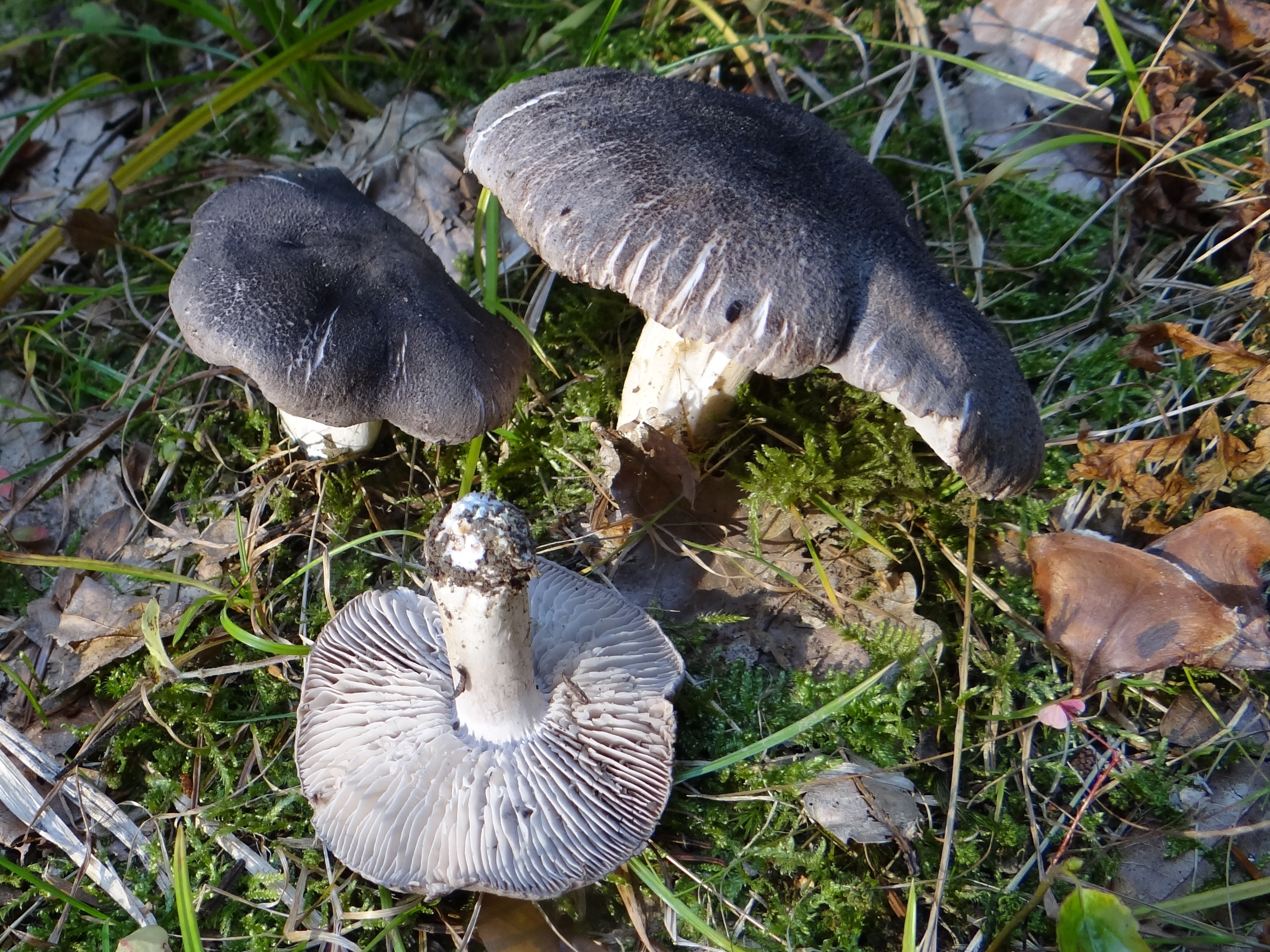

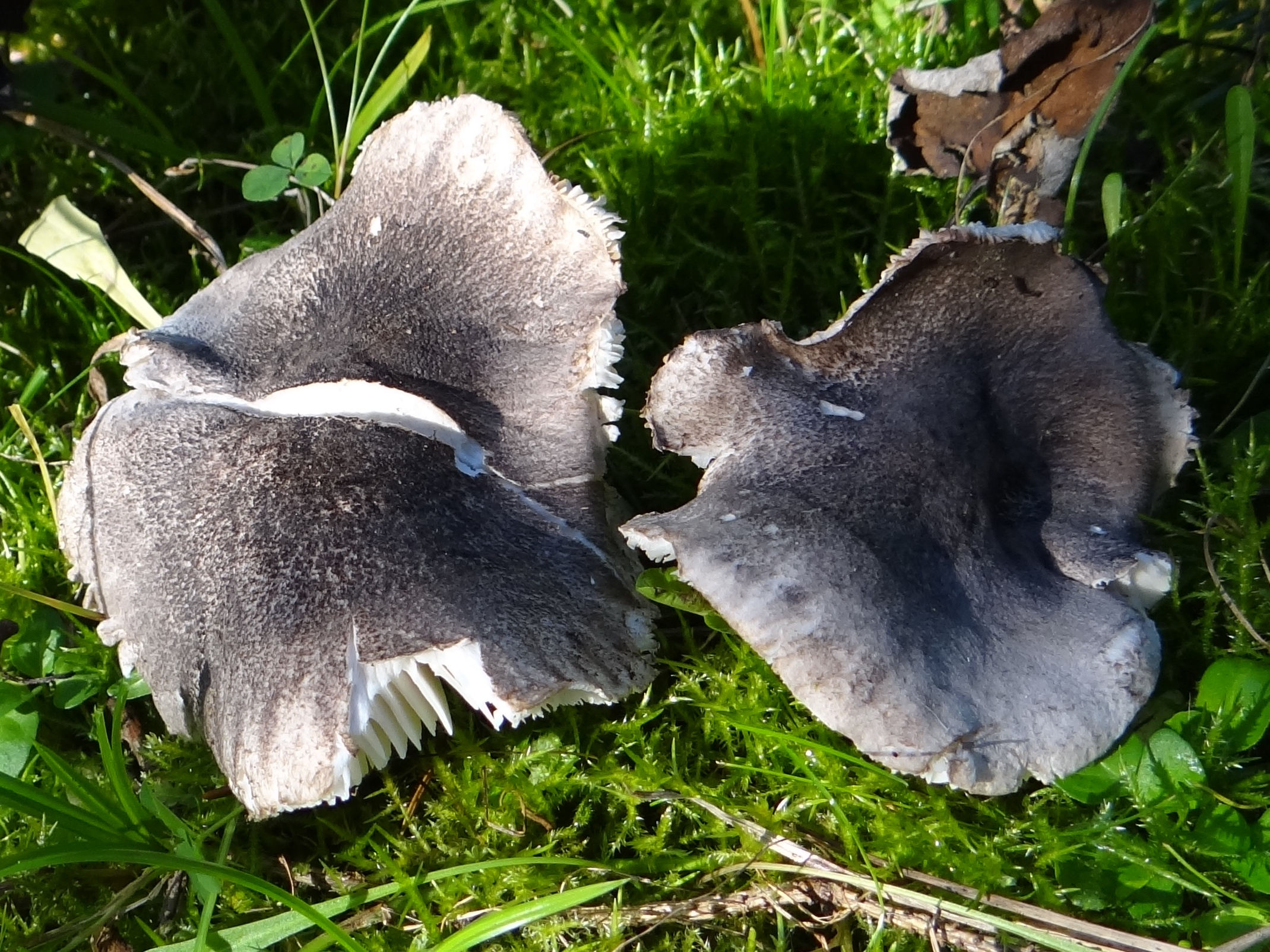

Gąska czarnołuskowa (Tricholoma atrosquamosum Sacc.) – gatunek grzybów należący do rodziny gąskowatych (Tricholomataceae).

## Systematyka i nazewnictwo
Pozycja w klasyfikacji: Tricholoma, Tricholomataceae, Agaricales, Agaricomycetidae, Agaricomycetes, Agaricomycotina, Basidiomycota, Fungi.
Niektóre synonimy naukowe:

- Agaricus atrosquamosus Chevall. 1837
- Cortinellus squarrulosus (Bres.) S. Imai 1938
- Tricholoma atrosquamosum var. squarrulosum (Bres.) Mort. Chr. & Noordel. 1999
- Tricholoma nigromarginatum Bres. 1926
- Tricholoma squarrulosum Bres. 1892
- Tricholoma terreum var. atrosquamosum (Sacc.) Massee 1893

Nazwę polską podał Władysław Wojewoda w 2003 r. W niektórych atlasach grzybów gąska ta opisywana jest jako gąska ciemnołuskowata.

## Morfologia
Kapelusz
Średnica 3–9 cm, początkowo dzwonkowaty lub szerokostożkowaty z wąsko podwiniętym brzegiem, później łukowaty lub rozpostarty, często pofalowany. Na środku zwykle posiada szeroki garb. Skórka ma kolor i jest gęsto pokryta włóknistymi łuskami, które na młodych owocnikach są siwoczarne, na starszych brązowoczarne. Najciemniejszy jest środek kapelusza, brzegi często są białawe.
Blaszki
Dość gęste, o barwie od białej do siwawej. Czasami na ich ostrzach występują czarne kosmki.
Trzon
Wysokość 3–8 cm, grubość do 2 cm, walcowaty, pełny. Powierzchnia o barwie od białawej do czarniawołuskowatej, gładka lub włóknista.
Miąższ
Kruchy, mięsisty, białawy. Smak lekko mączny, zapach korzenny.
Wysyp zarodników
Biały. Zarodniki o rozmiarach 4,5  × 3 6 um.

## Występowanie
Występuje w Ameryce Północnej i Europie. Jest dość rzadki. W Polsce nie jest zagrożona wyginięciem, ale znajduje się na czerwonych listach gatunków zagrożonych w Niemczech, Danii, Anglii, Norwegii, Holandii, Słowacji, Szwecji i Czechach. Na polskiej czerwonej liście jako zagrożona jest wymieniona odmiana Tricholoma atrosquamosum var. squarrulosum (zagrożenie nieokreślone), jednak według Index Fungorum jest to synonim.
Rośnie na ziemi, spotykana jest w lasach liściastych i mieszanych, szczególnie pod bukami i na glebach wapiennych lub piaszczystych. Inne źródła podają, że występuje również w lasach iglastych pod świerkami i sosnami. 

## Znaczenie
Grzyb mikoryzowy. Brak informacji o przydatności do spożycia, jako grzyb rzadki nie ma też znaczenia praktycznego i nie powinien być zbierany, w Rosji jednak uważany jest za grzyb jadalny.

## Gatunki podobne
Jest kilka gatunków o szarym ubarwieniu:
- gąska pieprzna (Tricholoma virgatum), która jednak zawsze posiada ostry garb na kapeluszu a jego powierzchnia nie jest tak łuskowata, lecz promieniście włóknista i ma ostry smak,
- gąska ziemistoblaszkowa (Tricholoma terreum), ale ta z kolei ma kapelusz bardziej włosisty niż łuskowaty i jest bledsza i bardziej siwawa,
- gąska czerwieniejąca (Tricholoma orirubens), u której blaszki dorosłych owocników są zabarwione na różowawo,
- gąska niekształtna (Tricholoma portentosum) ma trzon i blaszki żółtawe, smak łagodny, orzechowy.